# Райтер, Патрик
Патрик Райтер (нем. Patrick Reiter; род. 17 августа 1972, Шварцах-на-Майне, Бавария) — австрийский дзюдоист, чемпион и призёр чемпионатов Австрии и Европы, призёр чемпионатов мира, участник двух Олимпиад.

## Карьера
Выступал в полусредней весовой категории (до 78-81 кг). В 1990—2000 годах четырежды становился чемпионом Австрии и по разу — серебряным и бронзовым призёром чемпионатов. В 1995 стал чемпионом Европы, ещё трижды (1994, 1996, 1997 годы) был бронзовым призёром континентальных чемпионатов. В 1995 и 1997 годах был третьим на мировых чемпионатах.
На летних Олимпийских играх 1996 годах в Атланте стал 33-м. На следующей Олимпиаде в Сиднее Райтер в первой же схватке проиграл немецкому спортсмену Флориану Ваннеру и выбыл из дальнейшей борьбы.